# Someday (bài hát của Mariah Carey)
"Someday" là một bài hát của nghệ sĩ thu âm người Mỹ Mariah Carey, nằm trong album phòng thu đầu tay mang chính tên cô (1990). Trước khi Carey ký kết hợp đồng thu âm với Columbia, cô và nhà sản xuất Ben Margulies đã viết lời và sản xuất một vài bản thu nháp, trong đó bao gồm "Someday". Khi Carey bắt đầu thực hiện quá trình sản xuất cho album đầu tay của cô, cô đã tìm đến Ric Wake và đề nghị ông sản xuất bài hát này và được ông đồng ý.
"Someday" được phát hành như là đĩa đơn thứ ba trích từ album vào ngày 15 tháng 11 năm 1990, và nhiều phiên bản phối lại của bài hát cũng được phát hành tại Mỹ một tháng sau đó. Đây là một thành công lớn về mặt chuyên môn lẫn thương mại; được mô tả là một ca khúc nổi bật trong album và trở thành đĩa đơn quán quân thứ ba liên tiếp của Carey trên bảng xếp hạng Billboard Hot 100. "Someday" sau đó đã được đưa vào nhiều album tổng hợp và tuyển tập hit của Carey, bao gồm MTV Unplugged (1992), #1's (1998), Greatest Hits (2001), The Essential Mariah Carey (2011) và Number 1 To Infinity (2015).

## Quá trình ghi âm
"Someday" nằm trong số 5 bài hát của cuộn băng demo mà Brenda K. Starr chuyển cho Tommy Mottola - giám đốc điều hành của Columbia, mà nhờ đó Carey đã có được hợp đồng với hãng thu âm. Sony đã làm mới lại bản gốc ở cuộn băng vì họ nghĩ nó quá ầm ĩ — tiếng kèn trong đó được thay thế bằng ghita điện, và phần cuối được rút ngắn đi 8 giây. Carey và Margulies bị buộc phải chấp nhận sự thay đổi này vì không được thừa nhận là đồng sản xuất.

## Diễn biến thương mại
"Someday" tiếp nối chuỗi đĩa đơn quán quân của Carey tại Mỹ khi trở thành đĩa đơn thứ 3 liên tiếp đạt vị trí số một trên bảng xếp hạng Billboard Hot 100. Nó đạt ngôi vị quán quân trong tuần thứ 8 xuất hiện trên bảng xếp hạng và có 2 tuần nằm giữ thứ hạng này, từ 3 tháng 3 đến 16 tháng 3 năm 1991. Bài hát đã thay thế vị trí của "All the Man That I Need" (Whitney Houston), và bị chiếm lĩnh bởi "One More Try" của Timmy T. "Someday" có 15 tuần trong top 40 và đứng thứ 13 trên bảng xếp hạng cuối năm của Hot 100 năm 1991, trở thành một trong những ca khúc thành công của năm và được RIAA chứng nhận đạt đĩa vàng.

## Những phiên bản phối lại và video ca nhạc

Một cảnh trích từ video ca nhạc của "Someday".

Một số lượng lớn các bản remix được sản xuất bởi Shep Pettibone, ví dụ như bản remix chính của bài hát là "Someday" (new 7" jackswing) cùng bản mở rộng của nó "Someday" (new 12" jackswing), và một bản house mix có tên: "Someday" (new 12" house). Ca khúc này còn một bản mở rộng nhỏ khác là: "Someday" (new 7" straight), theo lối acappella, "Someday" (pianoapercapella).
Video ca nhạc của bài hát do Larry Jordan đạo diễn, được quay tại Bayonne High School, Bayonne, New Jersey mô tả một cậu bé đã cư xử tồi với một cô bé và giờ muốn cô bé quay trở lại với mình. Một nhóm những người nhảy hip-hop xuất hiện, và Carey tham gia với họ tại một thời điểm trong video. Nó cũng có sự góp mặt của Larry Wright khi anh đánh trống trên những thùng nhựa. Phiên bản chính của video là dựa trên nền nhạc "Someday" (new 7" jackswing), nhưng còn một bản video mở rộng với phần nhạc từ "Someday" (new 12" jackswing). Video: new 12" jackswing version đã được thay thế bằng video Carey hát trực tiếp ca khúc này trên chương trình MTV Unplugged (1992) trong tuyển tập #1's (1999).

## Xếp hạng và chứng nhận
| Bảng xếp hạng (1991)                     | Vị trí cao nhất |
| ---------------------------------------- | --------------- |
| Úc (ARIA)                                | 44              |
| Bỉ (Ultratop 50 Flanders)                | 44              |
| Canada (The Record)                      | 5               |
| Canada Top Singles (RPM)                 | 1               |
| Canada Adult Contemporary (RPM)          | 1               |
| Canada Dance (RPM)                       | 4               |
| Europe (European Hot 100 Singles)        | 75              |
| Pháp (SNEP)                              | 38              |
| Japan (Oricon Albums Chart)              | 48              |
| Hà Lan (Dutch Top 40)                    | 29              |
| Hà Lan (Single Top 100)                  | 21              |
| New Zealand (Recorded Music NZ)          | 14              |
| Anh Quốc (OCC)                           | 38              |
| Hoa Kỳ Billboard Hot 100                 | 1               |
| Hoa Kỳ Adult Contemporary (Billboard)    | 5               |
| Hoa Kỳ Dance Club Songs (Billboard)      | 1               |
| Hoa Kỳ Hot R&B/Hip-Hop Songs (Billboard) | 3               |

| Bảng xếp hạng (1991)                 | Vị trí |
| ------------------------------------ | ------ |
| Canada Top Singles (RPM)             | 7      |
| Canada Adult Contemporary (RPM)      | 20     |
| Canada Dance (RPM)                   | 20     |
| Netherlands (Dutch Top 40)           | 274    |
| US Billboard Hot 100                 | 13     |
| US Adult Contemporary (Billboard)    | 36     |
| US Hot Dance Club Songs (Billboard)  | 26     |
| US Hot R&B/Hip-Hop Songs (Billboard) | 61     |

## Chứng nhận
| Quốc gia                                  | Chứng nhận | Số đơn vị/doanh số chứng nhận |
| ----------------------------------------- | ---------- | ----------------------------- |
| Hoa Kỳ (RIAA)                             | Vàng       | 500.000^                      |
| ^ Chứng nhận dựa theo doanh số nhập hàng. |            |                               |